# Johanna Courtmans

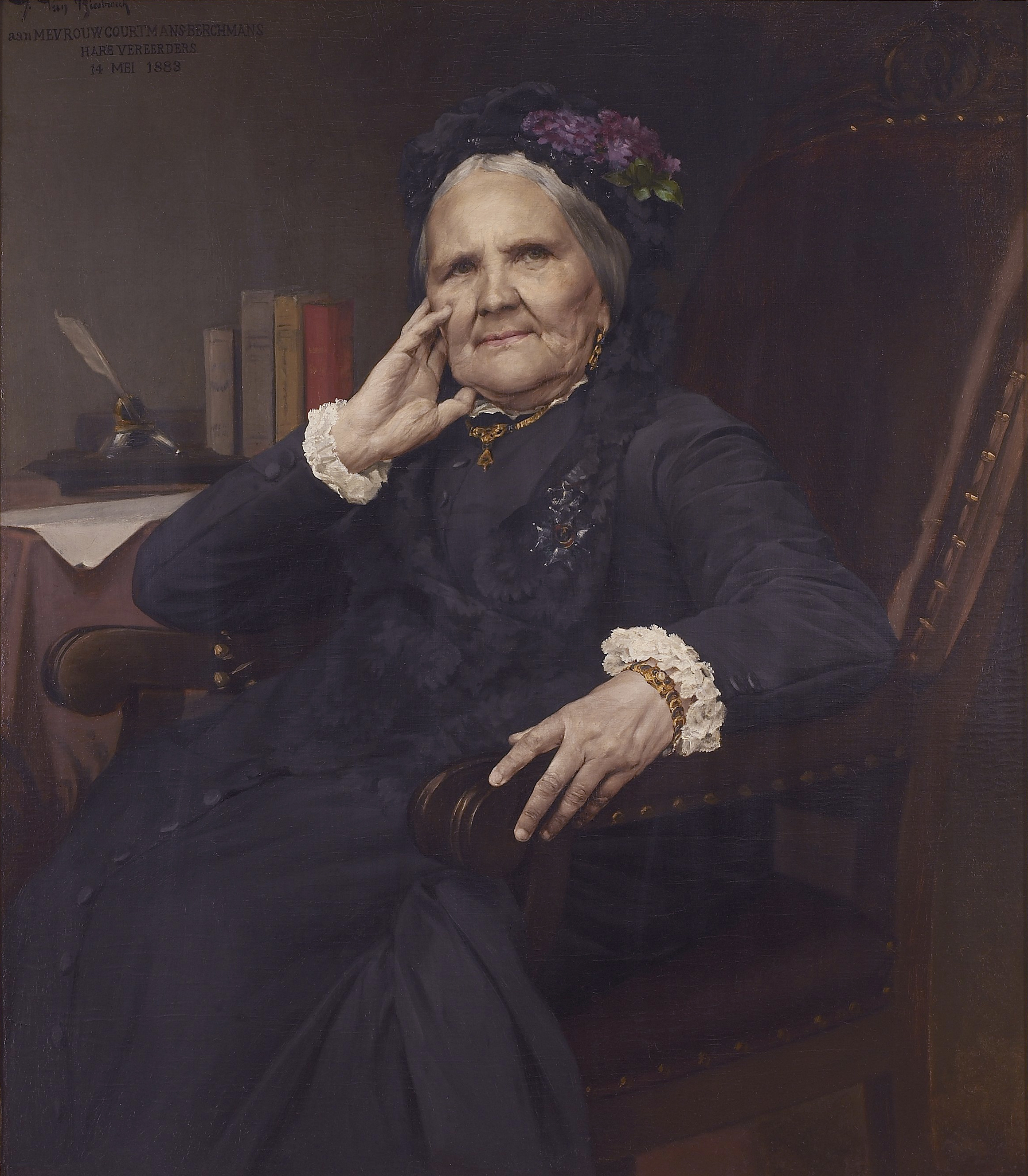
Johanna Courtmans-Berchmans, Gemälde von Jules Evarist van Biesbroeck, 1883

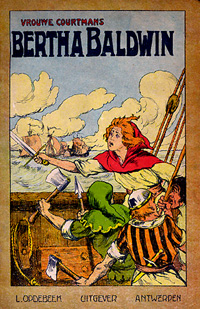
Bertha Baldwin (1871)

Johanna Courtmans-Berchmans, geborene Johanna Desideria Berchmans, publizierend auch unter Vrouwe Courtmans, geb. Berchmans (* 6. September 1811 in Oudegem, seinerzeit Teil des Französischen Kaiserreichs; †  22. September 1890 in Maldegem, Belgien) war eine flämisch-belgische Schriftstellerin von Gedichten, Dramen und vor allem sozial engagierten Novellen und Romanen. Sie war Lehrerin, Schuldirektorin und sozial engagierte Schriftstellerin, eine der wichtigsten Autorinnen Flanderns im 19. Jahrhundert.

## Leben
Der Vater von Johanna Berchmans war gleichzeitig Bürgermeister von Mespelare, Gastwirt und Lehrer. Berchmans besuchte eine Schule in französischer Sprache in einem Internat in Wallonien.
Im Jahr 1827, als sie 16 Jahre alt war, trat sie in den Dienst verschiedener bürgerlicher Familien in Baasrode. Diese Erfahrung diente ihr als Inspiration für Griselda (1864), in dem die Hauptfigur bei verschiedenen kleinbürgerlichen Familien in Gent dient und in dem die Milieus sehr genau skizziert sind.
Zwischen 1835 und 1844 lebte sie in Gent, unter anderem in der Gelukstraat bei der Spitzenklöpplerin Colette Tanghe. Dort lernte sie den Lehrer Jan-Baptist Courtmans (1811–1856) kennen, den sie 1836 heiratete.
Er brachte ihr Niederländisch bei und brachte sie mit Genter Literaten wie Prudens van Duyse, Frans Rens, Ferdinand Snellaert oder Jan Frans Willems in Kontakt. Deren Einfluss auf sie zeigte sich in den zahlreichen historischen Erzählungen und Romanen, die sie schrieb, vor allem auch in Bertha Baldwin (1871) über den Kampf der „Kerels van Vlaanderen“ gegen die Franzosen im 14. Jahrhundert, mit der sie ein weibliches Gegenstück zum De leeuw van Vlaanderen von Hendrik Conscience schuf.
Erste Gedichte von ihr erschienen auf Anregung von Prudens Van Duyse im Nederduitsch Letterkundig Jaarboekje.
Nach dem Tod ihres Mannes blieb sie als Witwe mit acht Kindern zurück. Sie ließ sich in Maldegem nieder und eröffnete dort ein kostenloses Internat, das später zur Gemeindeschule wurde.
Die Bildungsgesetze von Minister Pierre Van Humbeeck aus dem Jahr 1879 begünstigten das Schulwesen und Courtmans leitete eine florierende Schule, an der ihre drei Töchter, eine Schwiegertochter und ein Schwiegersohn unterrichteten. Die katholischen Bildungsgesetze von 1884, die eine Reaktion auf die Gesetze von 1879 und das Ergebnis einer langen politischen Auseinandersetzung waren, hatten jedoch negative Folgen für die Schulen, auch die von Courtmans. Die weltliche Gemeindeschule wurde aus Mangel an Schülern geschlossen. Während des „Schulstreits“ hatte sie sich in die Diskussion eingebracht und die weltlichen Gemeindeschulen verteidigt. Sie kritisierte die kirchlichen Schulen, die sie als „Kindergärten für unbezahlte Kinderarbeit“ (für Klöppelarbeiten) ansah und in denen allgemeine Fächer wie Lesen, Rechnen, Geografie und Geschichte nicht ausreichend behandelt würden.
Nach ihrer Verwitwung wandelten sich auch ihre literarischen Themen von historischen Figuren und Ereignissen, zum ländlichen Leben, den Schulstreit und der Französisierung. 1862 schrieb sie De gemeente-onderwijzer, einen Roman über die Volksbildung in Flandern. Darin setzte sie sich für die Einführung einer kostenlosen Grundschulpflicht in der Volkssprache ein. Das Buch brachte ihr nicht nur in Flandern, sondern auch in den Niederlanden und im französischsprachigen Belgien Anerkennung als sozialkritische und fortschrittliche Autorin ein. Mehrere ihrer nachfolgenden Romane hatten ebenfalls das Thema Bildung zum Inhalt. Im Jahr 1865 veröffentlichte sie De hut van tante Clara, eine Anklage gegen die (meist katholischen) Klöppelschulen für arme Mädchen. In Rozeken Pot hielt sie 1879 ein Plädoyer für das weltliche Gemeindeschulwesen.
In den folgenden Romanen behandelte sie auch andere sozial sensible Themen, die sie aus liberaler und optimistischer Sicht betrachtete. Immer wieder griff sie in ihren Romanen den Klerus an, im Rahmen des Schulstreits und wegen der Französisierung in den katholischen Schulen.
In ihren oft moralisierenden Werken schilderte Berchmans die Lebensbedingungen der einfachen Arbeiter und verherrlichte dabei stets die freie Natur. In Het geschenk van den jager beschrieb sie das Leben der Genter Fabrikarbeiter im Armenviertel Muide. Die bittere Armut trieb sie in die Pfandleihe, die Zinsen trieben sie noch tiefer in den Abgrund, nur Ordnung und Sparsamkeit konnten Rettung bringen. Die Landarbeiter wurden in dieser Hinsicht als Vorbild herangezogen, denn in den meisten ländlichen Dörfern gab es nicht einmal Pfandhäuser.
1865 erhielt sie den Vijfjaarlijkse Staatsprijs voor Letterkunde für ihren Roman Het geschenk van den jager. Im Jahr 1883 wurde sie mit dem Ritterkreuz des Leopoldsorden ausgezeichnet.
In Maldegem ist ein Schulkomplex an der Stelle ihrer ehemaligen Schule nach ihr benannt und liegt in der Mevrouw Courtmanslaan. Auch in Antwerpen und Oudegem gibt es Mevrouw Courtmansstraats.

## Werke
- Marie-Theresia (1841)
- België's eerste koningin (1842)
- Philippinne van Vlaanderen (1842)
- Pieter de Coninck (1842)
- Lof van het pausdom (1843)
- Margaretha van Brabant (1845)
- Helena van Leliëndal (1855)
- Marnix van Ste-Aldegonde (1855)
- Vlaamse poëzij (1856)
- Jacob van Artevelde (?)
- Karel de Stoute (?)
- Kindergedichten (?)
- De burgemeester van 1819 (1861)
- Anna de bloemenmaagd (1862)
- De gemeenteonderwijzer (1862)
- Edeldom (1862)
- Het geschenk van de jager (1862)
- De zwarte hoeve (1863)
- Livina (1863)
- Drie novellen (De bloem van Cleyt - De zoon van de molenaar - De bondgenoot) (1864)
- Griselda (1864)
- De hut van tante Klara (1865)
- Drie testamenten (1865)
- De schuldbrief (1866)
- Genoveva van Brabant (1866)
- Het plan van Heintje Barbier (1866)
- De zaakwaarnemer (1867)
- Moeder Dancel (1868)
- Nicolette (1868)
- Tijdingen uit Amerika (1868)
- Eens is genoeg (1869)
- De zoon van de mosselman (1870)
- Bertha Baldwin (1871)
- Christina van Oosterwei (1871)
- Moeders spaarpot (1871)
- De wees van het Rozenhof (1872)
- Tegen wil en dank (1872)
- De koewachter (1873)
- Het rad der fortuin (1873)
- Verscheurde bladen (1874)
- De gezegende moeder (1876)
- Karel Klepperman (1878)
- Rozeken Pot (1879)
- De hoogmoedige (1882)
- De gezegende akker (?)
- Uit liefde getrouwd (?)
- ’k Zou hem niet begeeren (?)
- Jan de Voerman en zijn paard (?)
- Roza van den Boschkant (?)
- Mietje Haneman (?)

Die Romane und Novellen von Courtman wurden zweimal in Sammelausgaben veröffentlicht:
- Verhalen en novellen, 23 Teile, 1883–1890
- Volledige prozawerken, 33 Teile, 1923 ff.